# Tinamotis pentlandii
La perdiz de la puna (Tinamotis pentlandii ), también conocida como kiula (o quiula) puneña, kiula andina, keu, o francolina, es una especie de ave tinamiforme de la familia Tinamidae. 
El nombre binomial conmemora al científico Joseph Barclay Pentland naturalista irlandés (1797-1873), quien recolecto el tipo de los tinámidos Tinamotis pentlandii y Nothoprocta pentlandii y los donó a la ciencia, motivo por el cual le fueran dedicados.

## Distribución geográfica
Esta especie se encuentra en América del Sur occidental, específicamente se encuentra en Argentina, Chile, Bolivia y Perú. 